# 4296 van Woerkom
4296 van Woerkom eller 1935 SA2 är en asteroid i huvudbältet som upptäcktes den 28 september 1935 av den holländske astronomen Hendrik van Gent i Johannesburg. Den har fått sitt namn efter den nederländske astronomen Adrianus Jan J. van Woerkom.
Den tillhör asteroidgruppen Matterania.